# Ojalá vivas tiempos interesantes (película)
Ojalá vivas tiempos interesantes es la ópera prima de Santiago Van Dam, protagonizada por Ezequiel Tronconi, Julián Claviño y Giselle Motta. Estrenada el 31 de agosto de 2017. También, cuenta con las participaciones especiales de Emilia Attias, Benjamín Rojas, Julián Kartun y Mario Alarcón.

## Sinopsis
Marcos fue alguna vez un exitoso autor de libros infantiles. Hoy vive sumido en el ostracismo social mientras intenta escribir una novela “seria” y “adulta”, que lo redima ante el mundo. Para sobrevivir, cultiva y vende una planta piscoactiva llamada Erytrina. Sus ambiciones desmedidas, la falta de interacción social y el influjo de la planta narcótica no lo ayudan: a Marcos no se le ocurre nada digno de ser publicado, y lleva años bloqueado. Al verlo deprimido y a punto de abandonar, su amigo Walter le plantea otro camino posible: Marcos solo debe vivir una vida intensa y relatarla, como tantos otros escritores célebres… Marcos lo intenta, pero no aparece en su vida nada especial o trascendente. Esto cambia cuando en un supermercado chino, una anciana le suelta una antiquísima maldición. A partir de este momento Marcos vive una escalada de eventos interconectados, bordeando lo amoral, que lo inspiran por completo.

## Reparto
- Ezequiel Tronconi ... Marcos
- Julián Calviño ... Pacha
- Giselle Motta...
- Emilia Attias ... Laia
- Benjamín Rojas
- Julián Kartún ... Walter
- Mario Alarcón
- Alberto Suárez
- Héctor Bordoni
- Jaqueline Lustig
- Sofía Wilhelmi

## Festivales, Premios y nominaciones
- BAFICI, Buenos Aires Festival Internacional de Cine Independiente, 4/2017, Argentina[3]
- 21° Edición de la Semana de Cine Argentino en Salta, 8/2017, Argentina[4]
- WFF, Festival de Cine de Varsovia, 10/2017, Polonia[5]